# Keratoacanthoom
Een keratoacanthoom is een goedaardig, snelgroeiend huidgezwel dat uiterlijk en histologisch sterk op een plaveiselcelcarcinoom lijkt. In enkele weken tot ca. 2 maanden ontstaat een schilferende, verhoornende knobbel (nodus) op de huid, die 0,5 tot 2 cm groot kan worden. In het klassieke geval stopt de groei dan, waarna de plek na enkele maanden afvalt, en evt. een klein littekentje achterlaat. Een keratoacanthoom gedraagt zich goedaardig en zaait (dus) niet uit. Om de diagnose te stellen moet de plek in z'n geheel worden uitgesneden, en histologisch onderzocht. Maar zelfs dan kan het onderscheid met plaveiselcelcarcinoom niet altijd zeker gemaakt worden. Mogelijk is het een plaveiselcelcarcinoom die te snel groeit, zodat het vanzelf afsterft. Daarom zal het vaak als een plaveiselcelcarcinoom behandeld worden, met een kleine marge van enkele millimeters worden uitgesneden.
Keratoacanthomen kunnen vaker bij dezelfde persoon voorkomen, en kunnen dan een uiting zijn voor het belangrijke autosomaal dominante familiare kankersyndroom, het syndroom van Muir-Torre, een gevolg van een defect in de DNA-reparatie.